# Брайант, Карина
Карина Брайант (англ. Karina Bryant; род. 27 января 1979, Лондон, Великобритания) — британская дзюдоистка, выступающая в тяжёлой весовой категории свыше 78 кг. Бронзовый призёр Олимпийских игр 2012 года.

## Биография
В 2012 году на Олимпийских играх в Лондоне в четвертьфинале победила казахстанскую дзюдоистку Гульжан Иссанову, но в полуфинале проиграла японской дзюдоистке Мике Сугимото (в итоге завоевавшей серебряную медаль), в борьбе за третье место победила украинку Ирину Киндзерскую и завоевала бронзовую медаль в весовой категории свыше 78 кг.

## Выступления на Олимпиадах
| Олимпиада   | Дисциплина                 | Место    |
| ----------- | -------------------------- | -------- |
| Сидней 2000 | дзюдо, женщины свыше 78 кг | AC       |
| Афины 2004  | дзюдо, женщины свыше 78 кг | AC       |
| Пекин 2008  | дзюдо, женщины свыше 78 кг | 14 место |
| Лондон 2012 | дзюдо, женщины свыше 78 кг | 3 место  |